# Yoko Ono
Yoko Ono (小野 洋子 Ono Yōko?,  Tokio, 18 de febrero de 1933) es una artista conceptual, cantante y música japonesa. Integrante durante años del colectivo Fluxus.
Ono ejerció una gran influencia personal y profesional sobre John Lennon. La artista japonesa se hizo notar desde los primeros momentos de la relación. Muchos dicen que Yoko fue la responsable de la separación de The Beatles. Las filmaciones durante las sesiones de grabación de Let It Be muestran un grupo de por sí cansado y al borde de la exasperación por parte de todos sus miembros. Como dijo Paul McCartney: «Mil cosas se podrán decir, pero la verdad solo la conocen cuatro». Sus discos en colaboración con John Lennon incluyen Unfinished Music No.1: Two Virgins, Unfinished Music No.2: Life with the Lions, Wedding Album, Some Time in New York City, Double Fantasy y el póstumo Milk and Honey.
Yoko Ono llegó al punto de organizar conciertos en que el público tenía que imaginar por sí mismo la música. Editó un célebre libro de dibujos y piezas de arte, Grapefruit (Pomelo), varias películas conceptuales (como Fly) e innumerables discos marcados por el experimentalismo. Entre ellos se destacan las obras Yoko Ono/Plastic Ono Band, Fly, Approximately Infinite Universe (años 1970) y Season of Glass (años 1980). En los años 1990, sacó dos discos que fueron muy bien recibidos por la crítica: Rising y Blueprint for a Sunrise. Hasta hoy, sus mayores éxitos han sido «Walking on Thin Ice» y, en menor medida, «Never Say Goodbye».

## Biografía y carrera

### 1933-1951: primeros años
Ono nació en Tokio el 18 de febrero de 1933, hija de Isoko Ono (小野 磯子 Ono Isoko?) (1911–1999) y de Eisuke Ono (小野 英輔 Ono Eisuke?), un banquero y aficionado al piano. El abuelo materno adoptivo de Isoko Zenjiro Yasuda (安田 善次郎 Yasuda Zenjirō?) fue un afiliado del Clan Yasuda y zaibatsu. Eisuke provenía de una larga dinastía de samuráis guerreros-eruditos. La traducción kanji de Yōko (洋子) significa «Niña del océano». Dos semanas antes de su nacimiento, la empresa de su padre, Yokohama Specie Bank, lo trasladó a San Francisco, California. El resto de la familia lo siguió poco después, y Ono conoció a su papá por primera vez cuando tenía dos años. Su hermano menor, Keisuke, nació en diciembre de 1936. 
En 1937, la familia volvió a Japón y Ono se matriculó en la elitista Gakushūin de Tokio (también conocida como Peers School), una de las escuelas más exclusivas de Japón. Ono empezó a recibir clases de piano desde los cuatro años hasta los doce o trece. También hizo actuaciones de kabuki junto a su madre, que le dio nociones de instrumentos como el shamisen, koto, otsuzumi, tsuzumi y nagauta. 
La familia Ono se volvió a trasladar a Estados Unidos, a Nueva York, en 1940. Al siguiente año, Eisuke fue transferido de Nueva York a Hanói en la Indochina francesa, y la familia volvió a Japón. Ono fue inscrita en Keimei Gakuen, una exclusiva escuela cristiana dirigida por la familia Mitsui. Ono recuerda que durante la Segunda Guerra Mundial y los bombardeos de Tokio de marzo de 1945, su familia se ocultaba en los búnqueres del distrito de Azabu.
El hambre fue acuciante tras la destrucción provocada por los bombardeos de Tokio. La familia Ono se vio obligada a mendigar comida mientras arrastraban sus pertenencias en una carretilla. Ono dijo que fue durante este período de su vida en el que desarrolló su actitud «agresiva» y su comprensión del estatus de «forastera». Otras historias cuentan que su madre llevaba una gran cantidad de productos al campo, donde los cambiaba por comida. De hecho, su madre cambió una máquina de coser de fabricación alemana por 60 kg de arroz para alimentar a la familia. En ese tiempo, el padre de Ono, que había estado en Hanói, cayó como prisionero de guerra en China. Ono comentó a Amy Goodman de Democracy Now! el 1 de octubre de 2007, que «estaba Indochina, en Saigon en un campo de concentración».
Cuando acabó la guerra, Ono permaneció en Japón mientras su familia se trasladó definitivamente a Scarsdale (Nueva York), a 25 km de la ciudad de Nueva York. En abril de 1946, la escuela Gakushūin fue reabierta y Ono volvió a inscribirse. La escuela, ubicada cerca del Palacio Imperial de Tokio, no había sido dañada por la guerra, y Ono se convirtió en compañera de clase del Príncipe Akihito, el futuro emperador de Japón. A los catorce años comenzó a entrenarse vocalmente en el canto lieder.

### 1951-1962: estudios e inicios en el entorno cultural
Ono se graduó en Gakushūin en 1951 y fue aceptada en el programa de filosofía de esta misma universidad, siendo la primera mujer en entrar en este departamento. No obstante, abandonó el proyecto después de dos semestres.
Ono se unió a su familia en Nueva York en septiembre de 1952, estudiando en el Sarah Lawrence College. Los padres de Ono aprobaron su elección universitaria, pero desaprobaron su estilo de vida y la reprendieron por hacerse amiga de personas que consideraban inferiores a ella. En 1956, Ono dejó el instituto para relacionarse sentimentalmente con el compositor japonés Toshi Ichiyanagi, una estrella en la comunidad experimental de Tokio.
En la Sarah Lawrence, Ono estudió poesía con Alastair Reid, literatura inglesa con Kathryn Mansell y composición musical con André Singer. Ono dijo que sus referentes en esos años eran los compositores de la música dodecafónica Arnold Schoenberg y Alban Berg. Dijo: «estaba fascinada con lo que podían hacer. Escribí algunas canciones dodecafónicas, y tras ello, mi música entró en [un] área que mi maestro sintió que estaba un poco fuera de lugar, y... dijo: “Bueno, mira, hay personas que están haciendo cosas como las que tú haces”». Singer le presentó el trabajo de Edgar Varèse, John Cage y Henry Cowell. Ono dejó la universidad y se mudó a Nueva York en 1957, trabajando de secretaria y dando lecciones de artes tradicionales en la sociedad Japonesa en Manhattan.
A Ono se la relacionó con el grupo Fluxus, una asociación cultural inspirada en la vanguardia dadaísta que fue fundada a principios de la década de los 60 por el artista lituano-estadounidense George Maciunas. Maciunas promovió su trabajo y le ofreció a Ono su primera exposición individual en su Galería AG de Nueva York en 1961. Invitó formalmente a Ono a unirse a Fluxus, pero ella se negó porque quería seguir siendo independiente. De todas maneras, sí que colaboró con Maciunas, Charlotte Moorman, George Brecht y el poeta Jackson Mac Low, entre otros.

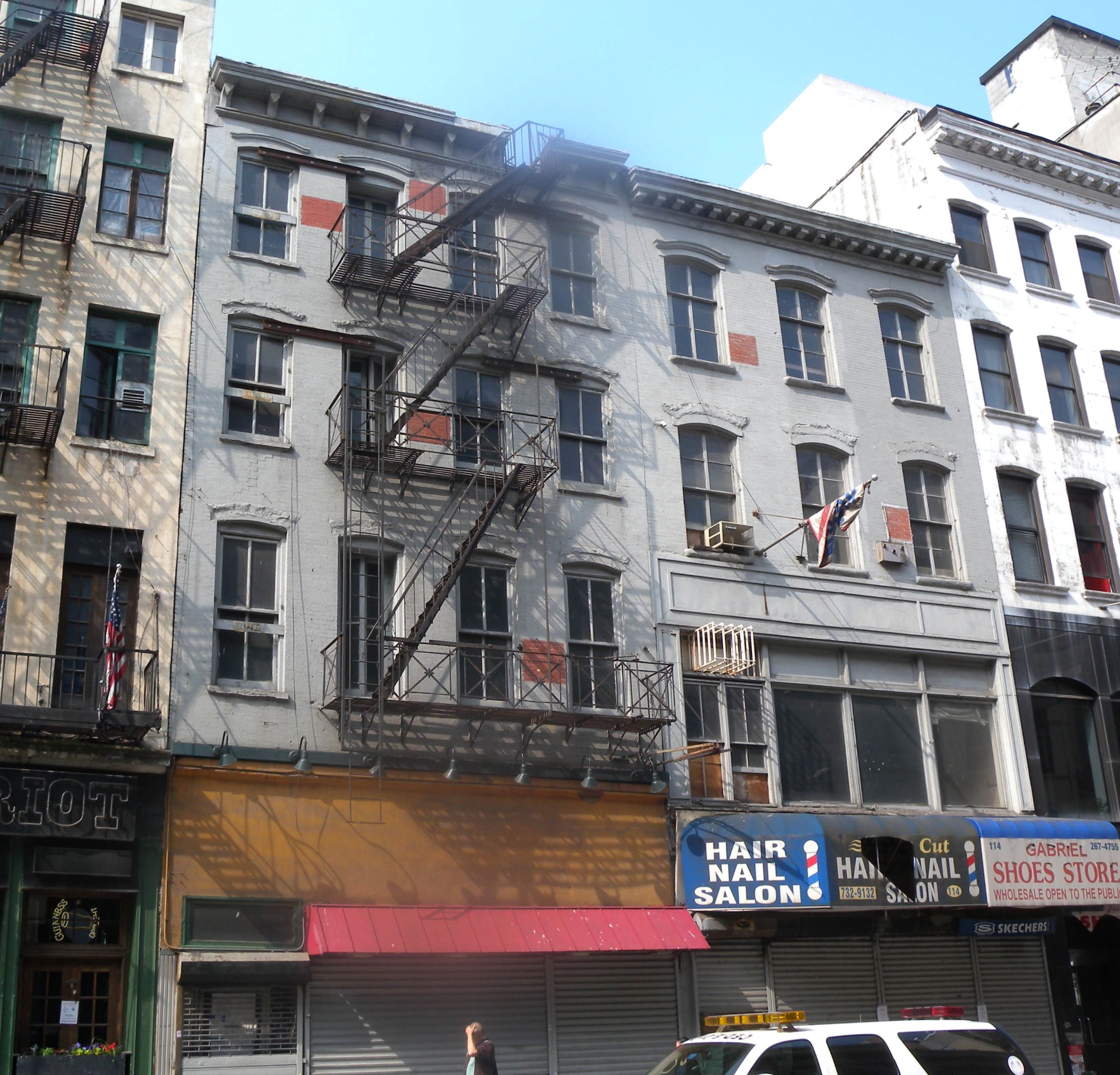
112 Chambers Street, el loft alquilado por Ono donde se celebraban los encuentros del grupo Fluxus y otros eventos. Foto tomada en 2011.

El primer encuentro entre Ono y John Cage fue a través de su alumno Ichiyanagi Toshi, en la clase de composición experimental de Cage en la Nueva Escuela de Investigación Social. De esta manera, Ono conoció más del neo-dadaísmo poco convencional de Cage de primera mano, y a través de sus pupilos de la ciudad de Nueva York Allan Kaprow, Brecht, Mac Low, Al Hansen y el poeta Dick Higgins.
Después de que Cage terminara de dar las clases en la New School en el verano de 1960, Ono estaba decidida a alquilar un lugar para presentar sus obras junto con el trabajo de otros artistas de vanguardia en la ciudad. Encontró un loft barato en el 112 de Chambers Street y lo utilizó como apartamento y estudio así como también permitió al compositor La Monte Young organizar conciertos entre diciembre de 1960 y junio de 1961. A estos actos acudieron personajes como Marcel Duchamp y Peggy Guggenheim. Ono y Young afirmaron haber sido los impulsores principales de estos eventos.
En 1961, Ono realizó su primera performance pública en una concierto en el Carnegie Recital Hall. Este concierto era de música experimental.
La serie Chambers Street presentó algunas de las primeras obras de arte conceptual de Ono, incluida «Painting to Be Stepped On», un trozo de lienzo en el suelo que se convirtió en una obra de arte completa a medida que se dejaban huellas en él. Con esa obra, Ono sugirió que una obra de arte ya no necesitaba estar montada en una pared y ser inaccesible. Mostró nuevamente este trabajo y otros trabajos educativos en la Galería AG de Macunias en julio de 1961. Después, Ono prendió fuego a una pintura en una actuación, Cage le aconsejó que tratara el papel con retardantes ignífugos. También fue la autora de la portada del álbum Nirvana Symphony de Toshiro Mayuzumi, lanzada por Time Records en 1962.
Después de vivir separados unos años, Ono e Ichiyanagi firmaron el divorcio en 1962. Ono volvió a casa para vivir con sus padres. Allí sufrió una despresión que le llevó a ser internada en una institución mental en Japón.

### 1963-1968: carrera artística y maternidad
El 28 de noviembre de 1962, Ono se casó con Anthony Cox, un productor de cine y promotor de arte estadounidense que había contribuido decisivamente a conseguir su salida de la institución mental. El segundo matrimonio de Ono fue anulado el 1 de marzo de 1963, porque no había finalizado su divorcio de Ichiyanagi. Después de realizar este trámite, Cox y Ono se casaron nuevamente el 6 de junio de 1963. Ono dio a luz a su hija Kyoko Chan Cox dos meses después el 8 de agosto de 1963.

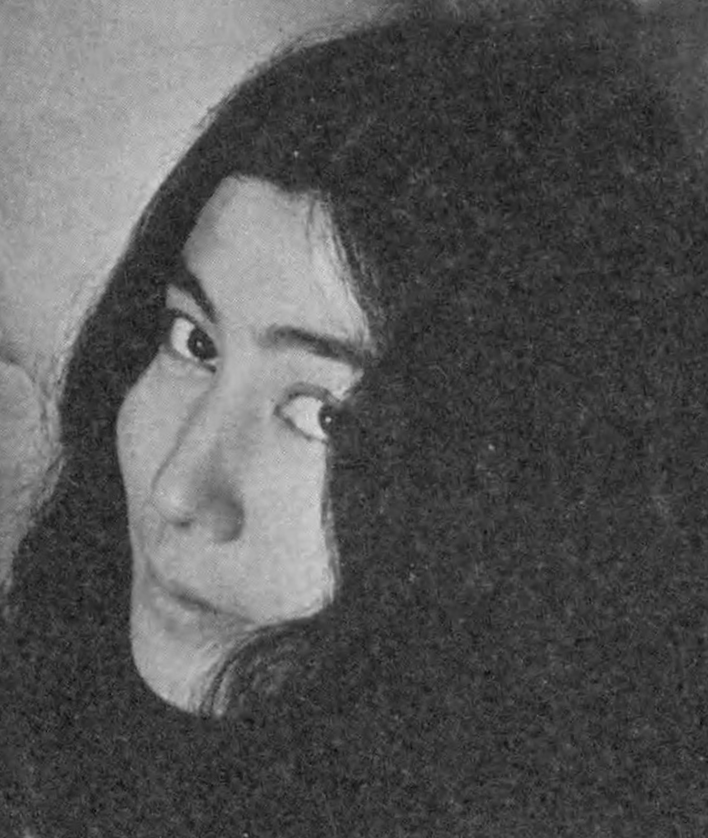
Yoko Ono en 1967.

El matrimonio se vino abajo rápidamente, aunque continuaron trabajando juntos por el bien de sus carreras conjuntas. Actuaron en el Sogetsu Hall de Tokio, con Ono recostado sobre un piano tocado por John Cage. Pronto, la pareja regresó a Nueva York con Kyoko. En los primeros años del matrimonio, Ono dejó la mayor parte de la responsabilidad como padre de Kyoko a Cox mientras ella se dedicaba a su arte a tiempo completo, y Cox también manejaba su publicidad.
Ono tuvo una segunda aparición en el Carnegie Recital Hall en 1965 con la obra Cut Piece. En septiembre de 1966, Ono visitó Londres para conocer al artista y activista político Gustav Metzger. Fue la única mujer artista elegida para realizar sus propios eventos y sólo una de las dos invitadas a hablar. Presentó The Fog Machine en el Concert of Music for the Mind del Bluecoat Society of Arts en Liverpool en 1967.
Ono y Cox se divorciaron el 2 de febrero de 1969 y se casaría con John Lennon ese mismo año. En 1971, hubo un litigio con Cox por la custodia de su hija. Obtuvo la custodia después de afirmar con éxito que Ono era una madre no apta debido a su consumo de drogas. El exmarido de Ono cambió el nombre de Kyoko al de «Ruth Holman» y posteriormente crio a la niña en una organización conocida como Iglesia de la Palabra Viva (o «el Paseo»). Ono y Lennon estuvieron buscando a Kyoko durante años. Finalmente, Ono pudo encontrarla en 1998.

### 1968: encuentro con John Lennon

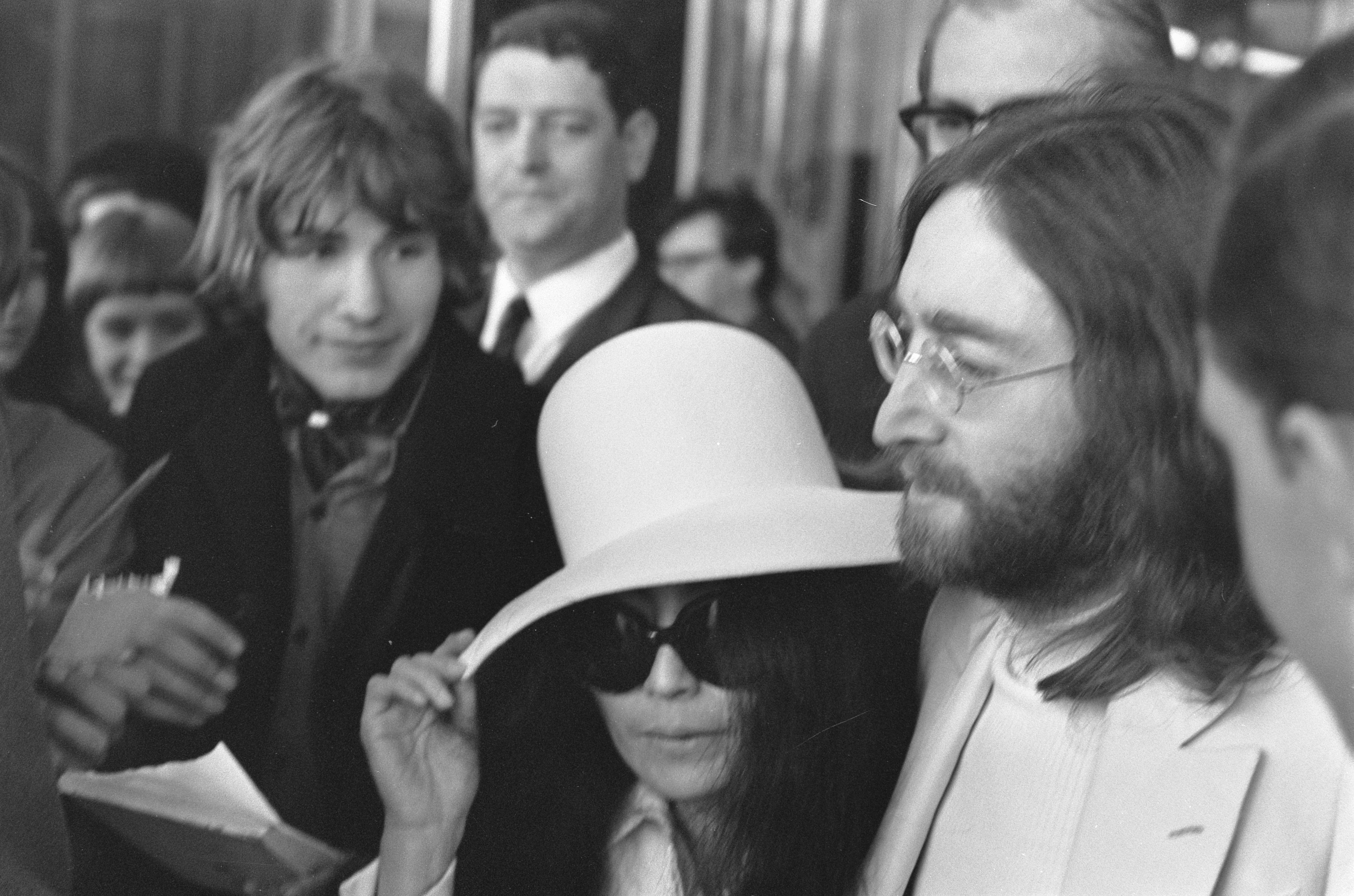
Lennon y Ono en 1969.

El primer contacto de Ono con un miembro de the Beatles ocurrió cuando visitó a Paul McCartney en su casa de Londres para obtener un manuscrito de una canción de Lennon-McCartney para un libro en el que estaba trabajando John Cage, Notations. McCartney rechazó darlo cualquier manuscrito sin el consentimiento de Lennon. Posteriormente, Lennon dio a Ono el manuscrito original de «The Word».
Ono y Lennon se citaron por primera vez el 7 de noviembre de 1966 en el Indica Gallery de Londres, donde ella estaba preparando su exhibición conceptual Unfinished Paintings. Fueron presentados por el propietario de la galería John Dunbar. Una de esas piezas Ceiling Painting/Yes Painting tenía una escalera pintada de blanco con una lupa en la parte superior. Cuando Lennon subió por la escalera, miró a través de la lupa y pudo leer la palabra «sí» que estaba escrita en miniatura. Disfrutó mucho de esta experiencia ya que era un mensaje positivo, mientras que la mayor parte del arte conceptual que encontró en ese momento era anti-todo.
Lennon también estaba intrigado por «Hammer a Nail» de Ono, donde se invitaba a los espectadores a clavar un clavo en una tabla de madera pintada de blanco. Aunque la exposición aún no se había inaugurado, Lennon quiso clavar un clavo en el tablero limpio, pero Ono lo detuvo. Dunbar le preguntó: «¿No sabes quién es? ¡Es millonario! Podría comprarlo». Ono fingió no saber nada de los Beatles (incluso cuando había ido a ver a Paul McCartney pidiendo la partitura de una canción de los Beatles), pero cedió con la condición de que Lennon le pagara cinco chelines a los que Lennon respondió: «Te daré cinco chelines imaginarios y clavaré un clavo imaginario».
En una entrevista de 2002, Ono dijo: «Él me veía atractiva. Era realmente una extraña situación». Ono comenzó a escribirle a Lennon, enviándole sus obras de arte conceptuales, y pronto los dos comenzaron a mantener correspondencia. En septiembre de 1967, Lennon patrocinó el espectáculo en solitario Half-A-Wind Show de Ono, en la Lisson Gallery de Londres. Cuando la por entonces esposa de Lennon Cynthia le pidió explicaciones de por qué Ono le telefoneaba a casa, le dijo que Ono tan solo le pedía dinero para obtener fondos para su «mierda vanguardista».
A principios de 1968, mientras los Beatles estaban haciendo una visita a la India, Lennon escribió la canción «Julia» y allí incluyó una referencia a Ono: Ocean child calls me, haciendo referencia a la traducción al inglés del nombre de Yoko. En mayo de 1968, mientras su mujer estaba de vacaciones en Grecia, Lennon invitó a Ono a visitarlo. Pasaron la noche grabando una selección de loops de cintas de vanguardia, después de lo cual, dijo, «hicieron el amor al amanecer». Las grabaciones realizadas por los dos durante esta sesión finalmente se convirtieron en su primer álbum colaborativo, el trabajo de música concreta Unfinished Music No.1: Two Virgins. Cuando la esposa de Lennon regresó a casa, encontró a Ono en bata de baño y tomando té con Lennon, quien simplemente dijo: «Oh, hola».
El 24 y 25 de septiembre de 1968, Lennon escribió y grabó Happiness Is a Warm Gun, que incluía contenidos sexuales referentes a Ono. Ono se quedó embarazada, pero tuvo un aborto espontáneo de un hijo varón el 21 de noviembre de 1968, unas semanas después de que se concediera el divorcio de Lennon y Cynthia. El 12 de diciembre de 1968, Lennon y Ono participaron en un documental de la BBC sobre The Rolling Stones, The Rolling Stones Rock And Roll Circus, junto a otros artistas. Lennon interpreta el papel de un miembro de la banda Dirty Mac e interpreta la canción de los Beatles «Yer Blues» al final con una performance de Ono. La película no se estrenaría hasta 1996, debido a la muerte del miembro fundador de The Rolling Stones Brian Jones unos meses después de su rodaje.

### 1968-1969: primeras colaboraciones, matrimonio y lasencamadas

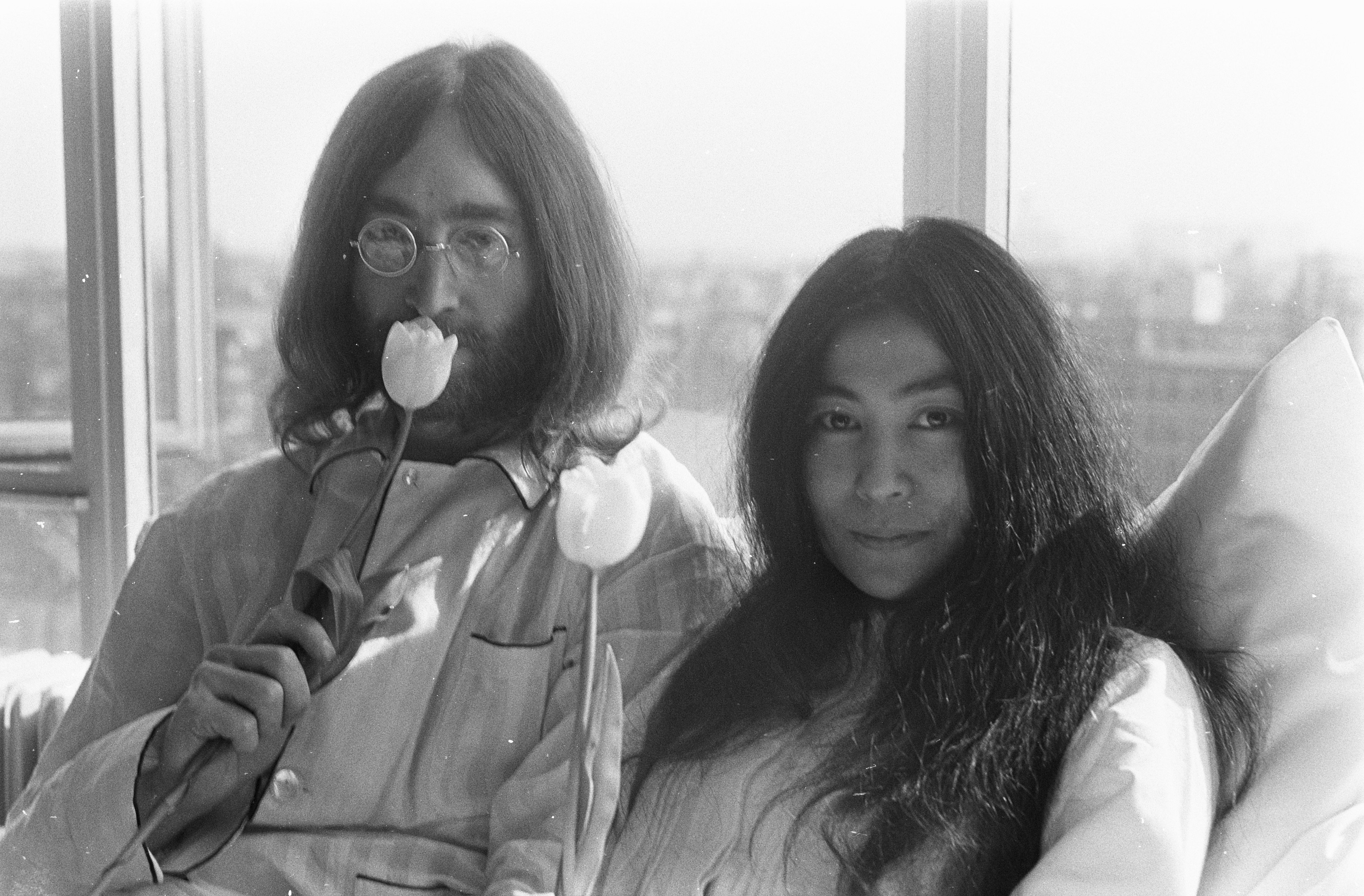
Lennon y Ono en las Encamada por la paz del
Hilton Amsterdam, marzo de 1969

En los últimos dos años de los Beatles, Lennon y Ono crearon protestas en contra de la Guerra del Vietnam. También colaboraron en grabaciones de vanguardia, comenzando en 1968 con Unfinished Music No.1: Two Virgins, que presentaba notoriamente una imagen sin retocar de los dos artistas desnudos en la portada. Ese mismo año, Ono contribuyó en el sonido experimental del Álbum blanco de The Beatles que se ve representado en canciones como Revolution 9, la aparición de la voz de la artista en Birthday, y siendo una de las voces principales en la canción The Continuing Story of Bungalow Bill, siendo esta la única ocasión en que una grabación de los Beatles fue cantada por una mujer.
El 20 de marzo de 1969, Lennon y Ono se casaron en una oficina de registro de Gibraltar y pasaron su luna de miel en Ámsterdam, pasando una semana en la cama. Planearon las «encamadas» en los Estados Unidos pero se les denegó el permiso para entrar en el país. En su lugar, celebraron otra en el Hotel Queen Elizabeth en Montreal, donde grabaron el tema «Give Peace a Chance». Más tarde, Lennon expresó su arrepentimiento por sentirse «lo suficientemente culpable como para darle a McCartney el crédito como coautor de mi primer sencillo independiente en lugar de dárselo a Yoko, quien en realidad lo había escrito conmigo». La pareja a menudo combinaba la defensa con el arte escénico, como el «bagism», presentado por primera vez durante una conferencia de prensa en Viena, donde satirizó prejuicios y estereotipos al usar una bolsa sobre sus cuerpos enteros. Lennon detalló este período en la canción de los Beatles The Ballad of John and Yoko.
Durante la rueda de prensa en la cama de Ámsterdam, Yoko también se ganó la controversia en la comunidad judía por decir durante la conferencia de prensa que, «si yo fuera una chica judía en la época de Hitler, me acercaría a él y me convertiría en su novia. Después de 10 días en la cama, él llegaría a mi forma de pensar. Este mundo necesita comunicación. Y hacer el amor es una excelente manera de comunicarse».
Lennon cambió su nombre el 22 de abril de 1969, reemplazando «Winston» por «Ono» como segundo nombre. Aunque usó el nombre de John Ono Lennon después de eso, los documentos oficiales se referían a él como John Winston Ono Lennon. La pareja se instaló en Tittenhurst Park en Berkshire al sur de Inglaterra. Cuando Ono salió herida de un accidente de coche, Lennon hizo arreglos para que llevaran una cama tamaño king al estudio de grabación mientras trabajaba en el último álbum grabado de los Beatles, Abbey Road.

### 1969:The Plastic Ono Band

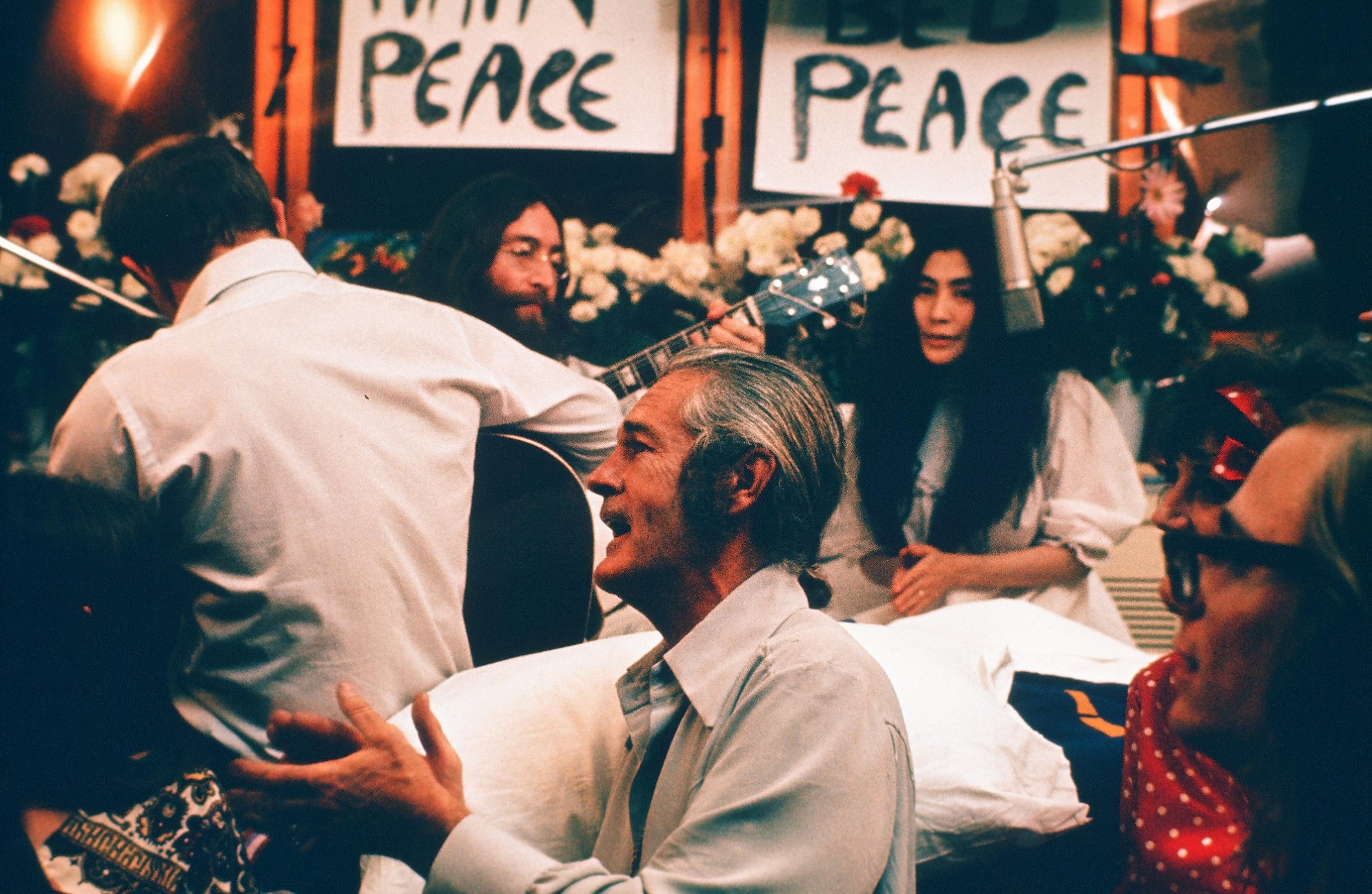
Lennon y Ono grabando Give Peace a Chance en el Queen Elizabeth Hotel, Montreal, 1969

Después de «The Ballad of John and Yoko», Lennon y Ono decidió que sería mejor formar su propia banda para lanzar su trabajo más nuevo y más representativo personalmente, en lugar de lanzar el material como los Beatles. Así se creó Plastic Ono Band, un nombre acuñado por Lennon después del uso que Ono hacía de «soportes de plástico» para grabar. El nombre se había asociado anteriormente a una instalación de luz y sonido concebida por Ono que se había instalado en la oficina de prensa de Apple. La instalación constaba de cuatro columnas de metacrilato, cada una de las cuales representaba a un miembro de los Beatles, una de las cuales sostenía una grabadora y un amplificador, la segunda un circuito cerrado de televisión y una cámara, la tercera un tocadiscos y un amplificador, y la cuarta un espectáculo de luces en miniatura. y altavoz.
En julio de 1969, la banda lanzó su primer single en solitario Give Peace a Chance (apoyada por Ono «Remember Love»). A este le siguió el tema Cold Turkey. A los sencillos les siguió en diciembre el álbum Live Peace in Toronto 1969, concierto que fue grabado en el Festival Toronto Rock and Roll Revival de septiembre. Esta encarnación del grupo estaba formada por el guitarrista Eric Clapton, el bajista Klaus Voormann y el baterista Alan White. La primera mitad de su actuación consistió en estándares de rock. Durante la segunda mitad, Ono tomó el micrófono e interpretó dos composiciones originales basadas en comentarios, Don't Worry Kyoko y John John (Let's Hope For Peace), que constituye toda la segunda cara del álbum.

### 1970-1973:Yoko Ono/Plastic Ono BandandFly
Ono sacó a la venta su primer álbum en solitario Yoko Ono/Plastic Ono Band en 1970, como pieza complementaria de John Lennon/Plastic Ono Band de Lennon. Los dos álbumes también tenían portadas complementarias: la de Ono presentaba una foto de ella apoyada en Lennon, y la de Lennon, una foto de él apoyado en Ono. Su álbum incluía voces crudas y ásperas, que tenían una similitud con los sonidos de la naturaleza (especialmente los hechos por animales) y técnicas de free jazz utilizadas por los músicos de viento y metal. Los artistas incluyeron a Ornette Coleman, otros renombrados artistas de free jazz y Ringo Starr. Algunas canciones del álbum consistían en vocalizaciones sin palabras, un estilo que influiría a Meredith Monk y en otros músicos que han utilizado los gritos y sonidos vocales en lugar de palabras. El álbum llegó al número 182 en la lista de Estados Unidos.

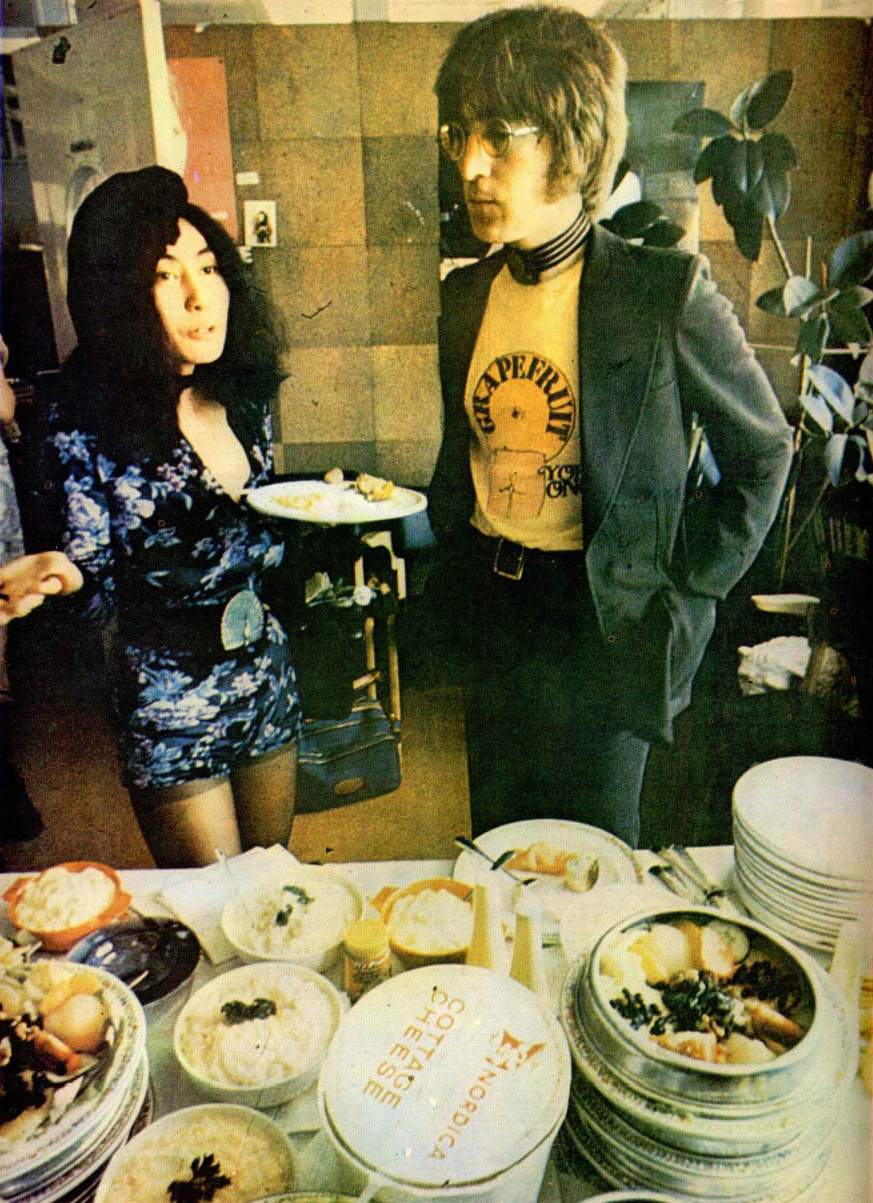
Ono y Lennon, c. 1971

Cuando Lennon fue invitado a participar junto a Frank Zappa en el Fillmore West el 5 de junio de 1971, Ono se unió a ellos. A finales de ese año, grabó Fly, un álbum doble. En él, explora campos como el rock psicodélico con temas como Midsummer New York y Mind Train, además de algunos experimentaos del grupo Fluxus. También recibió difusión con la balada Mrs. Lennon. La canción «Don't Worry, Kyoko (Mummy's Only Looking for Her Hand in the Snow)» era una oda a la hija desaparecida de Ono, y en el que Eric Clapton estaba en la guitarra. En 1971, mientras estudiaba con Maharishi Mahesh Yogi en Mallorca, el exmarido de Ono Anthony Cox acusó a Ono de secuestras a su hija Kyoko de la guardería. Llegaron a un acuerdo extrajudicial y los cargos fueron desestimados. Cox finalmente se mudó con Kyoko. Ono no vería a su hija hasta 1998. Durante este tiempo, escribió Don't Worry Kyoko que aparece en el álbum de Lennon y Ono Live Peace in Toronto 1969, además de Fly. Kyoko también hace referencias de ella en la primera línea de «Happy Xmas (War Is Over)» cuando los susurros de Yoko «Happy Christmas, Kyoko», le seguían los de Lennon diciendo «Happy Christmas, Julian». La canción llegaría al número cuatro en Reino Unido, donde su lanzamiento se retrasó hasta 1972 y periódicamente ha resurgido en la lista de singles del Reino Unido. Originalmente una canción de protesta sobre Vietnam, «Happy Xmas (War Is Over)» se ha convertido desde entonces en un estándar navideño. Ese agosto la pareja apareció juntos en el Madison Square Garden con Roberta Flack, Stevie Wonder y Sha Na Na en un concierto benéfico por los niño con discapacidad mental organizado por Geraldo Rivera para la WABC-TV.
En 1973, Ono grabó un single Joseijoi Banzai, Parts 1 and 2 con músicos mezcla de Plastic Ono Band y Elephants Memory y que se grabó en Japón. Animó el feminismo combinando letras inspiradas en canciones de guerra japonesas con ritmos pop, señalando una nueva dirección.

### 1974-1980: separación y reconciliación de Lennon

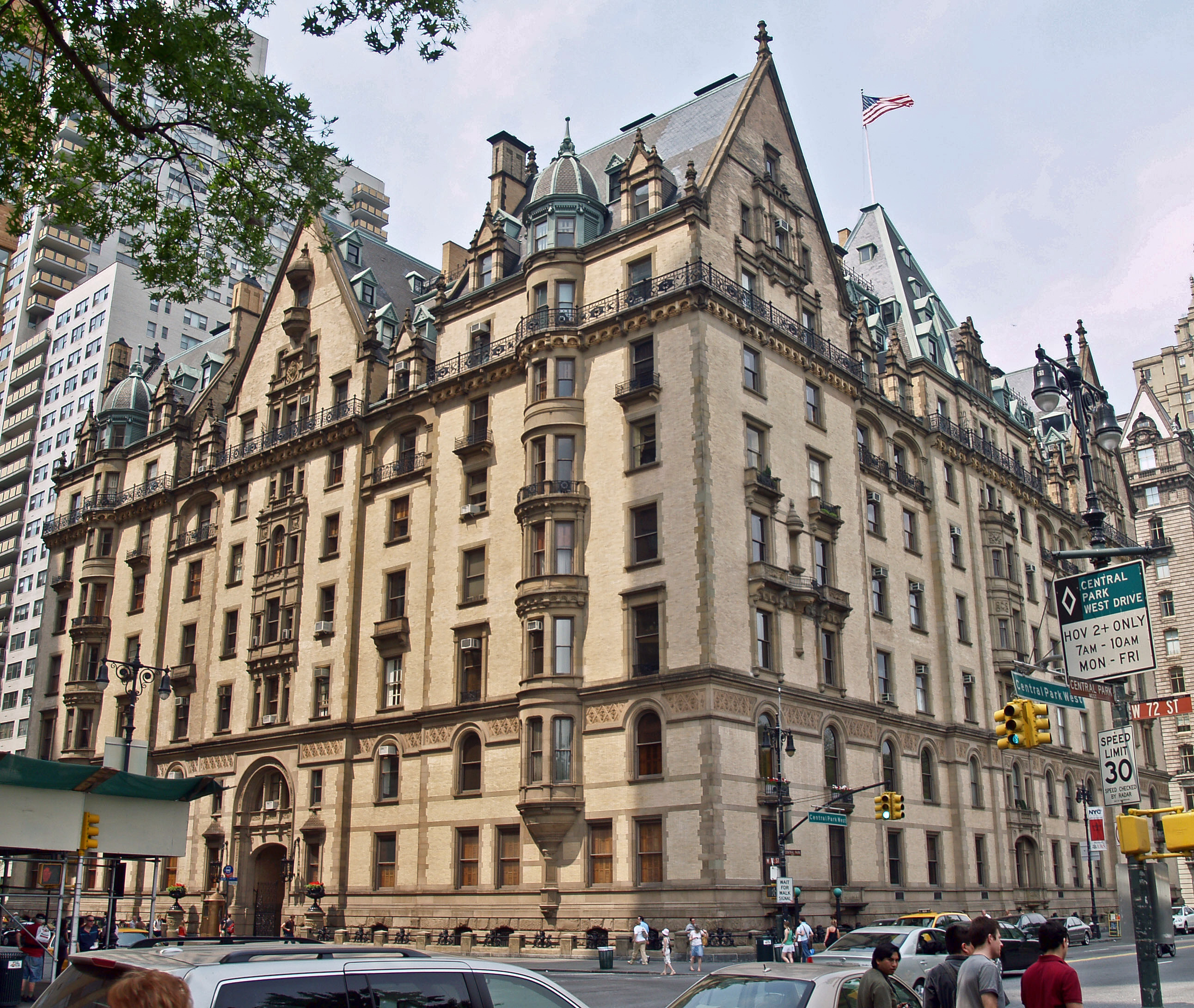
The Dakota, residencia de Ono entre 1973 y 2023

Después de la separación de los Beatles, Ono y Lennon vivieron juntos en Londres y posteriormente se fueron a vivir a Manhattan para escapar de las informaciones racistas que seguían a Ono. Su relación se volvió tensa porque Lennon se enfrentaba a la deportación debido a cargos de drogas que se habían presentado contra él en Inglaterra y por la separación de Ono de su hija. La pareja se separó en julio de 1973, con Ono siguiendo su carrera y Lennon viviendo entre Los Ángeles y Nueva York con su ayudante May Pang. Ono había dado su beneplácito a la relación entre Lennon y Pang.
En diciembre de 1974, Lennon y Pang consideraron comprar la casa juntos y no cogían las llamadas de Ono. Al siguiente mes, Lennon aceptó encontrarse a Ono, quien afirmó haber encontrado una cura para su hábito de fumar. Después de la reunión, Lennon no regresó a casa ni llamó a Pang. Cuando llamó por teléfono al día siguiente, Ono le dijo que Lennon no estaba disponible porque estaba agotado después de una sesión de hipnoterapia. Dos días después, Lennon reapareció en una cita dental conjunta con Pang. Estaba estupefacto y confundido hasta tal punto que Pang creyó que le habían lavado el cerebro. Él le dijo que su separación de Ono ya había terminado, aunque Ono le permitiría seguir viéndola como su amante, lo cual no sucedió.
El hijo de Ono y Lennon, Sean, nació el 9 de octubre de 1975. Después de su nacimiento, Lennon y Ono pusieron una pausa en su relación musical y se dedicaron a cuidar a su hijo. Sean siguió los pasos musicales de sus padres e hizo trabajos en solitario y con bandas como The Ghost of a Saber Tooth Tiger.

### 1980: Regreso a la música y asesinato de Lennon

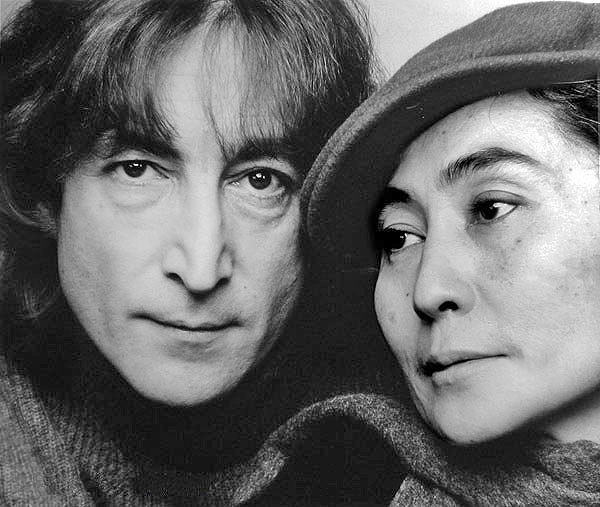
Lennon y Ono en 1980, poco antes de la muerte del músico

A principios de 1980, Lennon escuchó a Lene Lovich y a the B-52's' Rock Lobster mientras estaba de vacaciones en las Bermudas. Esta canción le recordó el sonido musical de Ono y lo tomó como una indicio de que ella había llegado a ser influyente. (la banda reconoció efectivamente su influencia con Ono). Ono y Lennon comenzar a tararear canciones por teléfono y pronto acumularon mucho material para grabar un disco. El álbum emergente estaba estructurado como un diálogo e iba a ser acreditado a John Lennon y Yoko Ono como dúo. También marcaría el regreso de Lennon a la vista del público después de una ausencia de cinco años, así como una reconciliación pública de Ono y Lennon. Double Fantasy fue publicado el 17 de noviembre de 1980 y recibió críticas iniciales tibias. Gran parte de las críticas se centraban en la idealización del matrimonio de Lennon y Ono y la supuesta felicidad doméstica. Sin embargo, la recepción y el legado del álbum quedarían para siempre ligados a lo ocurrido apenas unas semanas después de su lanzamiento.
Alrededor de las 22:50 del 8 de diciembre de 1980, poco después de que Lennon y Ono volvieran al Dakota, el apartamento de Nueva York donde vivían, Mark David Chapman, a la entrada del edificio, disparó contra Lennon por la espalda cinco veces, de las cuales impactaron cuatro en la espalda y el hombro izquierdo. Fue llevado a la sala de emergencia del cercano Hospital Roosevelt y fue declarado muerto a su llegada a las 23:00. Ese mismo día, en la tarde, Lennon había autografiado una copia de Double Fantasy a Chapman.
Al día siguiente, Ono emitió una declaración, diciendo: «No hay funeral para John», concluyendo con las palabras, «John amaba y rezaba por la raza humana. Por favor, hagan lo mismo por él». Su cuerpo fue incinerado en el Cementerio Ferncliff en Hartsdale, Nueva York. Ono esparció sus cenizas en Central Park, donde más tarde se creó el monumento conmemorativo Strawberry Fields. Chapman fue declarado culpable por asesinato en segundo grado y fue condenado a cadena perpetua en prisión, con posibilidad de conseguir la libertad condicional pasados los 20 años de reclusión; actualmente aún permanece en la cárcel, después de haberle sido negada en repetidas ocasiones la libertad condicional.

### 1981-1989: primeros años como la viuda de Lennon
En 1981, editó el álbum Season of Glass, que presentaba la llamativa foto de portada de las gafas sangrientas de Lennon junto a un vaso de agua medio lleno, con una ventana con vistas a Central Park al fondo. Esta fotografía se vendió en una subasta en Londres en abril de 2002 por unos 13.000 dólares. En las notas de Season of Glass, Ono explicó que el álbum no estaba dedicado a Lennon porque «se habría ofendido, era uno de nosotros». El álbum recibió críticas muy favorables. y refeljó el estado de ánimo del público después de la muerte de Lennon.
En 1982, se publicó It's Alright. La portada mostraba a Ono con sus gafas de sol envolventes, mirando hacia el sol, mientras que en la parte posterior el fantasma de Lennon la miraba a ella y a su hijo. El álbum obtuvo un éxito menor en las listas y el single «Never Say Goodbye».
En 1984, apareció un álbum de tribute titulado Every Man Has a Woman, con una selección de canciones escritas por Ono e interpretadas por Elvis Costello, Roberta Flack, Eddie Money, Rosanne Cash y Harry Nilsson. Al final de ese año, salió al mercado el último álbum de Ono y Lennon, Milk and Honey, una mezcla de grabaciones inacabadas de Lennon de las sesiones de «Double Fantasy» y nuevas grabaciones de Ono. Llegó al número 3 en las listas británicas y al 11 en las de Estados Unidos, y tuvo una buena aceptación en países como Canadá.
Ono ideó la construcción y mantenimiento del Strawberry Fields memorial en Central Park, justo enfrente del Dakota, que fue el escenario del asesinato y sigue siendo la residencia de Ono hasta el día de hoy. Se dedicó oficialmente el 9 de octubre de 1985, cuando habría sido su 45 cumpleaños.
El último final de la década de los 80 de Ono fue Starpeace, un álbum conceptual donde la artista denuncia el sistema de misiles defensivos (llamado comúnmente como «Star Wars») ideado por Ronald Reagan. en la portada, una sonriente Ono sostiene el planeta Tierra en la palma de su mano. Starpeace fue uno de los grandes éxitos de Ono en solitario. El single Hell in Paradise llegó al número 16 en las pistas de baile y el 26 en el Billboard Hot 100, mientras que el videoclip, dirigida por Zbigniew Rybczyński consiguió el premio de «Video más innovador» en el Billboard Music Video Awards de 1986.

### 1990-2001: reaparición y colaboraciones
En 1990, Ono colaboró con el asesor musical Jeff Pollack para honrar el 50.º aniversario de Lennon con el programa mundial Imagine. Más de 1000 estaciones de más de 50 países en transmisión simultánea se conectaron al evento. Ono sintió que era el momento perfecto, considerando la escalada de conflictos en el Medio Oriente, Europa del Este y Alemania.
Ono hizo una pausa musical tras el lanzamiento de Starpeace, hasta que firmó con Rykodisc en 1992 y lanzó la caja completa de seis discos Onobox. En la caja se incluía los grandes temas de los álbumes en solitario de Ono y material inédito de la «sesión perdida» de 1974. También lanzó una muestra de un disco de lo más destacado de Onobox, titulado simplemente Walking on Thin Ice. Ese año, hizo una extensa entrevista al periodista Mark Kemp para la revista musical Option. La entrevista dio una mirada revisionista a la música de Ono para una nueva generación de fanáticos que aceptan más su papel como pionera en la combinación de música pop y de vanguardia.
En 1994, Ono produjo su propia producción musical off-Broadway titulada New York Rock, que incluía interpretaciones de Broadway de sus canciones.
En 1995, Ono publicó el disco Rising, una colaboración con su hijo Sean y su por aquel entonces banda, Ima. Rising hizo una gira mundial pasando por Europa, Japón y los Estados Unidos. Al siguiente año, colaboró con músicos del panorama alternativo en un EP titulado Rising Mixes. Los artistas que colaboraron en Guest remixers of Rising material included Cibo Matto, Ween, Tricky y Thurston Moore.
En 2000, Ono fundó el John Lennon Museum en Saitama, Japón, donde llevó unas 130 piezas en recuerdo de Lennon de su colección privada. El museo cerró en 2010.
El álbum conceptual feministas de Ono Blueprint for a Sunrise fue sacado a la venta en 2001. Un mes después de los ataques de 11 de septiembre, Ono organizó el concepto «Come Together: A Night for John Lennon's Words and Music» en Radio City Music Hall. Presentado por el actor Kevin Spacey y actuaron Lou Reed, Cyndi Lauper o Nelly Furtado, se consiguieron fondos para los esfuerzos de rescate del 11 de septiembre.

### 2001-2009: éxitos en la música disco

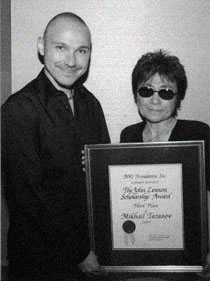
Yoko Ono en BMI en 2004.

En 2002, Ono se unió a los B-52 en Nueva York por su 25.º aniversario. salió para el bis e interpretó Rock Lobster con la banda. En marzo de 2002, estuvo presente con Cherie Blair en la inauguración de una estatua de Lennon de dos metros de altura para conmemorar el cambio de nombre del aeropuerto de Liverpool a Aeropuerto John Lennon de Liverpool.
A principios de 2003, algunos DJs remezclaron otras canciones de Ono para discotecas. Para el proyecto de remezcla, pasó a ser conocida simplemente como «ONO», y los chistes de «¡Oh, no!» la persiguieron a lo largo de todo este tiempo. Ono tuvo un gran éxito con nuevas versiones de «Walking on Thin Ice», remezcladas por los mejores DJ y artistas de baile, incluidos Pet Shop Boys, Orange Factory, Peter Rauhofer y Danny Tenaglia. En abril de 2003, el Walking on Thin Ice (Remixes) llegó al número 1 de la Billboard's Dance/Club Play, lo que su supuso su primer número uno de su carrera. Tuvo un segundo número 1 en esa misma lista en noviembre de 2004 con Everyman... Everywoman..., versión de su canción Every Man Has a Woman Who Loves Him.
Durante la Bienal de Liverpool de 2004, Ono inundó la ciudad con dos imágenes en pancartas, bolsos, pegatinas, postales, flyers, carteles e insignias: una del pecho desnudo de una mujer y la otra de la vulva de la misma modelo. Durante su estancia en la ciudad natal de Lennon, dijo estar «asombrada» por el renacimiento de la ciudad. La peiza, tituladaMy Mummy Was Beautiful estaba dedicada a la madre de Lennon, que murió cuando él era joven. Según Ono, la obra debía ser inocente, no impactante. Estaba intentando replicar la experiencia de un bebé mirando el cuerpo de su madre, siendo esas partes del cuerpo de la madre la introducción del niño a la humanidad.
Ono hizo una performance en la ceremonia de abertura de los Juegos Olímpicos de Turín 2006, Como otros artistas de esta ceremonia, vestía de blanco para simbolizar la nieve del invierno. Leyó un poema verso libre que pedía la paz mundial. como introducción a la actuación de Peter Gabriel del tema de «Imagine».
El 13 de diciembre de 2006, uno de los guardaespaldas de Ono fue arrestado acusado de intentar extorsionar a la artista por dos millones de dólares. Las cintas revelaron que amenazó con revelar conversaciones privadas y fotografías. Su fianza fue revocada y se declaró inocente de dos cargos de intento de hurto mayor. El 16 de febrero de 2007, se llegó a un acuerdo donde se retiraron los cargos de extorsión y se declaró culpable de intento de hurto mayor en tercer grado, un delito grave, y fue sentenciado a los 60 días que ya había pasado en la cárcel. Después de leer una declaración sin complejos, fue entregado a los funcionarios de inmigración porque también había sido declarado culpable de quedarse más tiempo del permitido por su visa de negocios.
Ono publicó el álbum Yes, I'm a Witch en febrero de 2007, una recopilación de remixes y portadas de artistas de la talla de The Flaming Lips, Cat Power, Anohni, DJ Spooky, Porcupine Tree y Peaches, junto a una edición especial de Yoko Ono/Plastic Ono Band. Yes I'm a Witch fue bien recibida por la crítica.  Una recopilación similar de los tema dance de Ono llamado Open Your Box también fue lanzado la mercado en abril.
El 26 de junio de 2007, Ono apareció en Larry King Live junto a McCartney, Starr y Olivia Harrison. Encabezó el Pitchfork Music Festival en Chicago el 14 de julio de 2007, interpretando un set completo que mezclaba música y artes escénicas. Cantó «Mulberry», una canción sobre su estancia en el campo después del colapso japonés en la Segunda Guerra Mundial por tercera vez, con Thurston Moore. Anteriormente había interpretado la canción con John y Sean. El 9 de octubre de ese año, la Imagine Peace Tower en Viðey Island en Islandia, dedicada a la paz y a Lennon, se abrió con ella, Sean, Ringo y Olivia entre los asistentes.

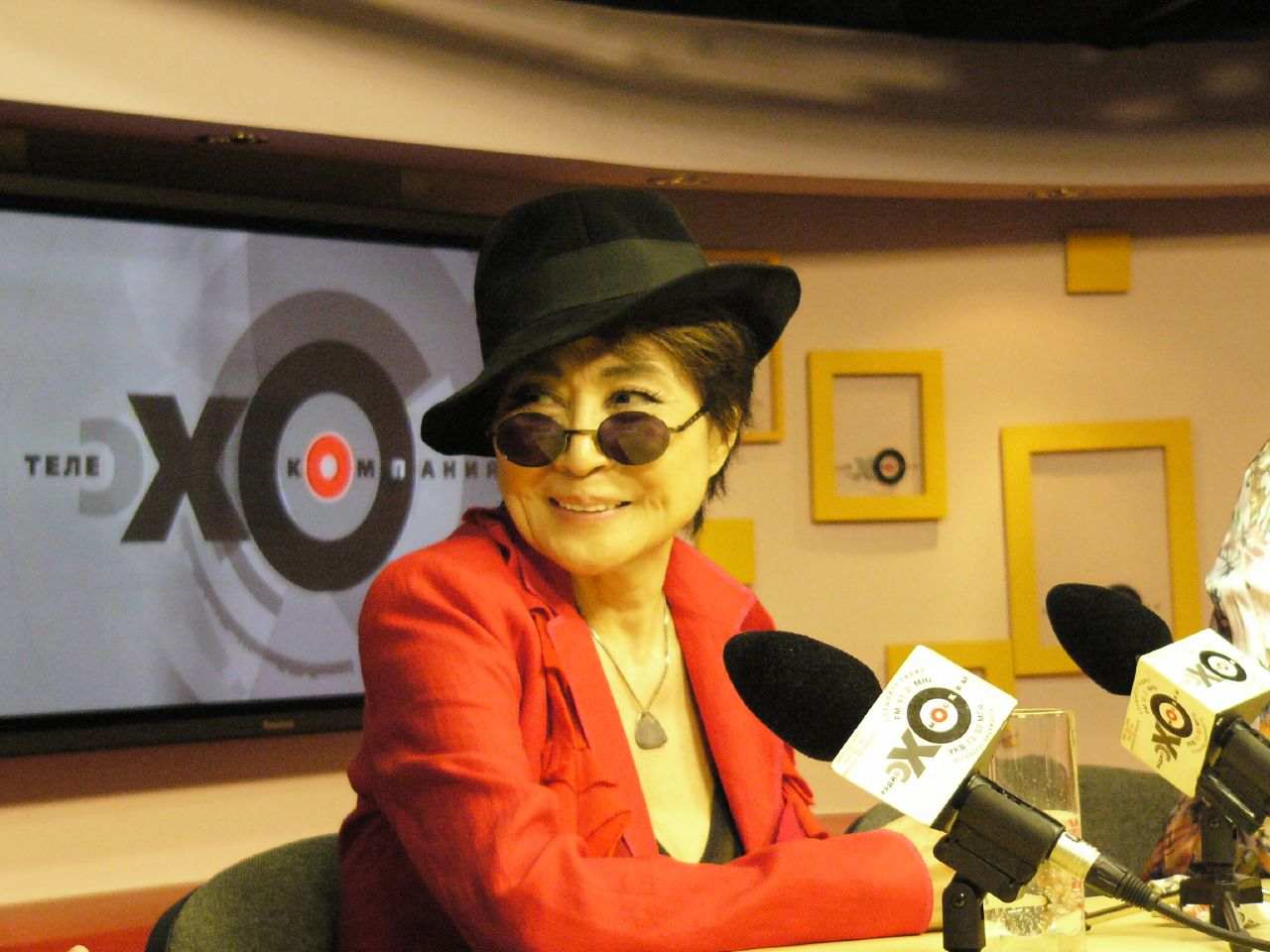
Ono en la emisora de radio Echo of Moscow, 2007

 Ono volvió a Liverpool en la Bienal de Liverpool de 2008, donde ella dio a conocer Sky Ladders en la ruinas de la Iglesia de Saint Luke (que fue destruida en gran parte durante la Segunda Guerra Mundial y ahora permanece sin techo como un monumento a los muertos en los bombardeos de Liverpool). Dos años después, el 31 de marzo de 2009, fue a la inaugruación de la exposición «Imagine: The Peace Ballad of John & Yoko» en conmemoración de la encamada de Lennon y Ono en Montreal del 26 de mayo al 2 de junio de 1969. El hotel llevaba más de 40 años haciendo negocio con la habitación en la que se hospedaban. Ese mismo año, Ono se convirtió en abuela con el nacimiento de Emi, hija de Kyoko.
Ono tuvo otro dos números uno en las listas Dance/Club Play con No No No en enero de 2008 y 'Give Peace a Chance en agosto siguiente. En junio de 2009, a la edad de 76 años, Ono obtuvo su quinto no. 1 éxito en la lista Dance/Club Play con I'm Not Getting Enough.
En mayo de 2009, diseñó las camisetas para la segunda campaña contra el sida y colección de concienciación sobre el VIH/sida. También hizo aparición en el expositor de prensa Microsoft en el E3 Expo el 1 de junio de 2009 con Olivia Harrison, Paul McCartney y Ringo Starr para promocionar el videojuego Beatles: Rock Band, que fue ovacionada por la crítica. Ono apareció en el álbum de Basement Jaxx Scars, con el single Day of the Sunflowers (We March On). Ese mismo año, fue patrona honoraria de Alder Hey Charity, y creó una exposición llamada «John Lennon: The New York City Years» en el anexo del Rock and Roll Hall of Fame de Nueva York. La exhibición utilizó música, fotografías y artículos personales para representar la vida de Lennon en Nueva York. Una parte del costo de cada boleto fue donada a Spirit Foundation, una fundación benéfica creada y fundada por Lennon y Ono.

### 2010-presente: trabajos posteriores

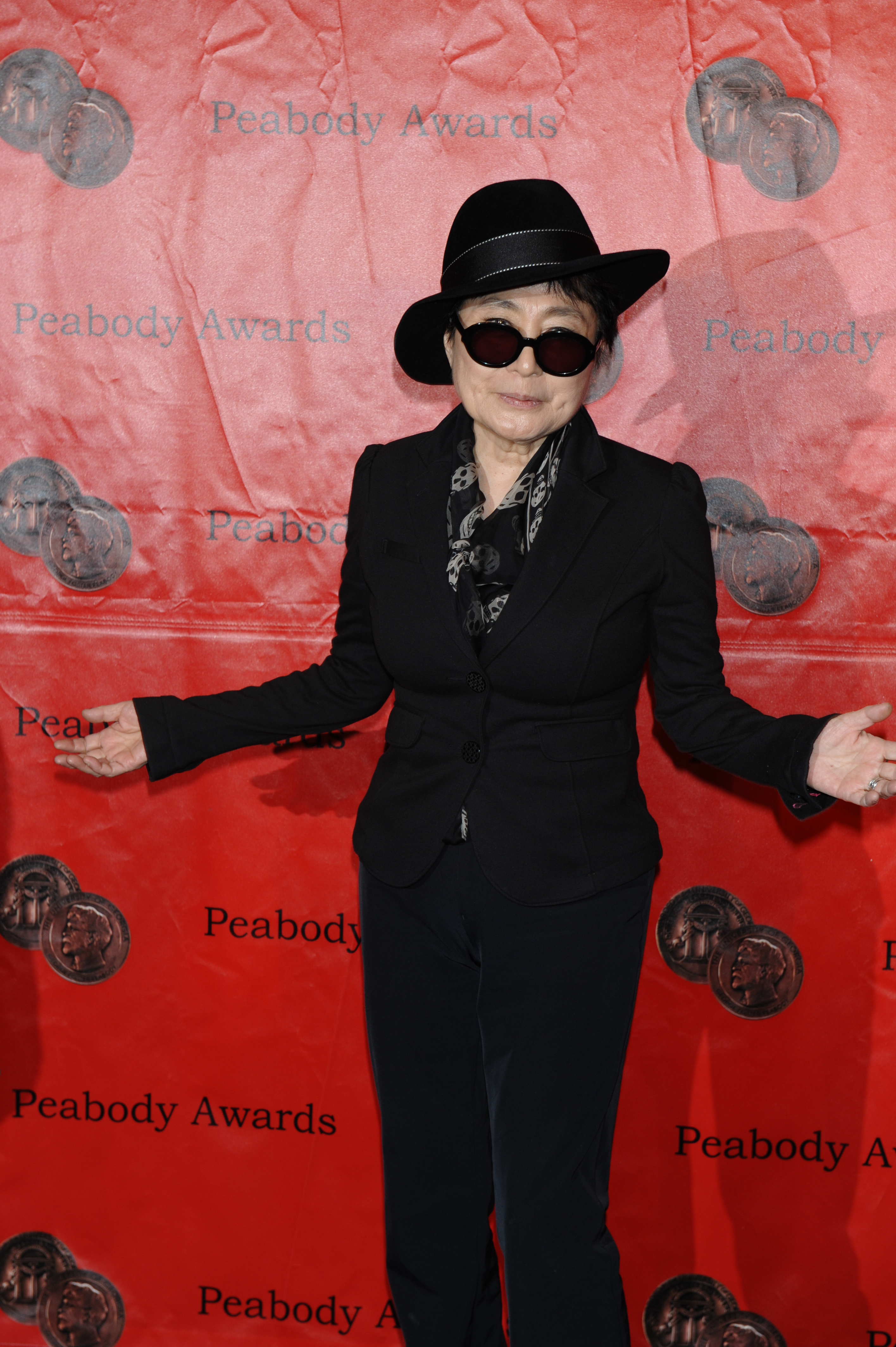
Ono en la 70.ª edición de los Premios Peabody, primavera de 2011

En 2009, Ono grabó Between My Head and the Sky, en el que fue el primer álbum grabado como «Yoko Ono/Plastic Ono Band» desde el Feeling the Space de 1973. En esta nueva formación estaban Sean Lennon, Cornelius y Yuka Honda. El 16 de febrero de 2010, Sean organizó un concierto en el Brooklyn Academy of Music con el nombre «We Are Plastic Ono Band», en el que Yoko tocaba su música con Sean, Clapton, Klaus Voormann y Jim Keltner por primera vez desde los 70. Otros artistas invitados fueron Bette Midler, Paul Simon y su hijo Harper, y los principales miembros de Sonic Youth y los Scissor Sisters interpretando las canciones de Yoko con su propio estilo.
En abril de 2010, RCRD LBL puso a a libr descarga una mezcla de Junior Boys de la canción I'm Not Getting Enough, un single originalmente grabado diez años antes por Blueprint for a Sunrise. Esa canción y Wouldnit (I'm a Star), grabado el 14 de septiembre, y que acabó los puestos 23 y 50 respectivamente en el lista del año de las canciones Dance/Club del Billboard.
Ono apareció con Starr el 7 de julio en el New York's Radio City Music para la celebración del 70.º aniversario del batería, tocando With a Little Help from My Friends y Give Peace a Chance. El 16 de septiembre, Sean y ella asistió a la inauguración de la exposición fotográfica de Julian Lennon en el Hotel Morrison de Nueva York, apareciendo por primera en fotos junto a Cynthia y Julian. El 2 de octubre, Ono y la Plastic Ono Band tocaron en el Orpheum Theatre en Los Ángeles, con Lady Gaga como artista invitada.
El 18 de febrero de 2011 (por su 78.º cumpleaños), Ono sacó un anuncio de página completa en el periódico gratuito del Reino Unido Metro para «Imagine Peace 2011». Tomó la forma de una carta abierta, invitando a la gente a pensar y desear la paz. Junto a Sean, realizó un concierto benéfico para ayudar en los esfuerzos de socorro por el terremoto y tsunami de Japón el 27 de marzo en la ciudad de Nueva York. The effort raised a total of 33 000 dólares. Ese mismo año, Move on Fast consiguió su sexto número uno en el Billboard Hot Dance Club Songs. También colaboró con The Flaming Lips en un EP titulado The Flaming Lips with Yoko Ono/Plastic Ono Band.
En enero de 2012, el mix de Ralphi Rosario de la canción de 1995 Talking to the Universe se convirtió en el séptimo número 1 en el Billboard Hot Dance Club Songs. En marzo de ese mismo año, fue galardonada con el Premio Oskar Kokoschka en Austria. Del 19 de junio al 9 de septiembre, su obra To the Light fue expuesta en la Serpentine Gallery de Londres. El álbum Yokokimthurston fue lanzado al mercado en 2012, con lla colaboración de Thurston Moore y Kim Gordon de Sonic Youth. AllMusic lo describió como «centrado y arriesgado» y «por encima de lo mejor» de la música experimental de la pareja, con la voz de Ono descrita como «única en su tipo».
En 2013, la Plastic Ono Band y ella publicaron el LP Take Me to the Land of Hell, en el que se incluían a muchos invitados como Yuka Honda, Cornelius, Hirotaka «Shimmy» Shimizu, Yuko Araki, Nels Cline de Wilco, Tune-Yards, Questlove, Lenny Kravitz, y Ad-Rock y Mike D de los Beastie Boys. En junio de 2013, se presentó en dos conciertos del festival Meltdown de Londres, uno con la Plastic Ono Band, y en el segundo haciendo de coros con en Walking on Thin Ice en el espectáculo Double Fantasy. En julio, OR Books publicó la secuela de 1964 Grapefruit, libro de «poemas de acción» basados en instrucciones, esta vez titulado Acorn. En 2014, «Angel» se convirtió en el decimosegundo número uno en las listas de baile de los Estados Unidos. Yoko Ono/Plastic Ono Band continuó actuando en directo hasta 2015.
El 16 de febrero de 2016, Manimal Vinyl publicó Yes, I'm a Witch Too, con remezclas de Moby, Death Cab For Cutie, Sparks y Miike Snow. Como su predecesor, Yes, I'm a Witch Too recibió el respaldo de la crítica. El 26 de febrero de 2016, Ono fue hospitalizada después de sufrir lo que todos indicaban que era un infarto. Más tarde se anunció que estaba experimentando síntomas extremos de gripe.  El 6 de septiembre de 2016, Secretly Canadian anunció que reeditarían 11 de los álbumes de Ono de 1968 a 1985: Unfinished Music No. 1: Two Virgins hasta Starpeace. En diciembre de 2016, Billboard magazine la nombró como la undécima artista más importante del dance de todos los tiempos. En octubre de 2018, Ono publicó Warzone, en la que se incluyen nuevas versiones de «Imagine».
En una noticia de New Yorker publicada en noviembre de 2021, se dio la noticia que Ono «retiraba de la vida pública», y que su hijo Sean ahora actuaba como representante público de los intereses de la familia en el negocio de los Beatles.
Heredera de John Lennon con una fortuna de 356 millones de dólares en 1980, actualmente podría ser de seiscientos millones de dólares. En tanto, el valor de los inmuebles se estima en 325 millones de dólares.

## Imagen pública
Durante muchos años, Ono ha sido criticada frecuentemente por la prensa y el público. Ha sido acusada por haber sido la responsable de la disolución de Los Beatles y por su influencia en Lennon y su música. Su obra artística experimental tampoco ha sido muy popular. La prensa británica fue especialmente negativa, lo que provocó la marcha de la pareja a los Estados Unidos. A finales de 1999, NME la llamó «una charlatana sin talento».

### Relación con Los Beatles

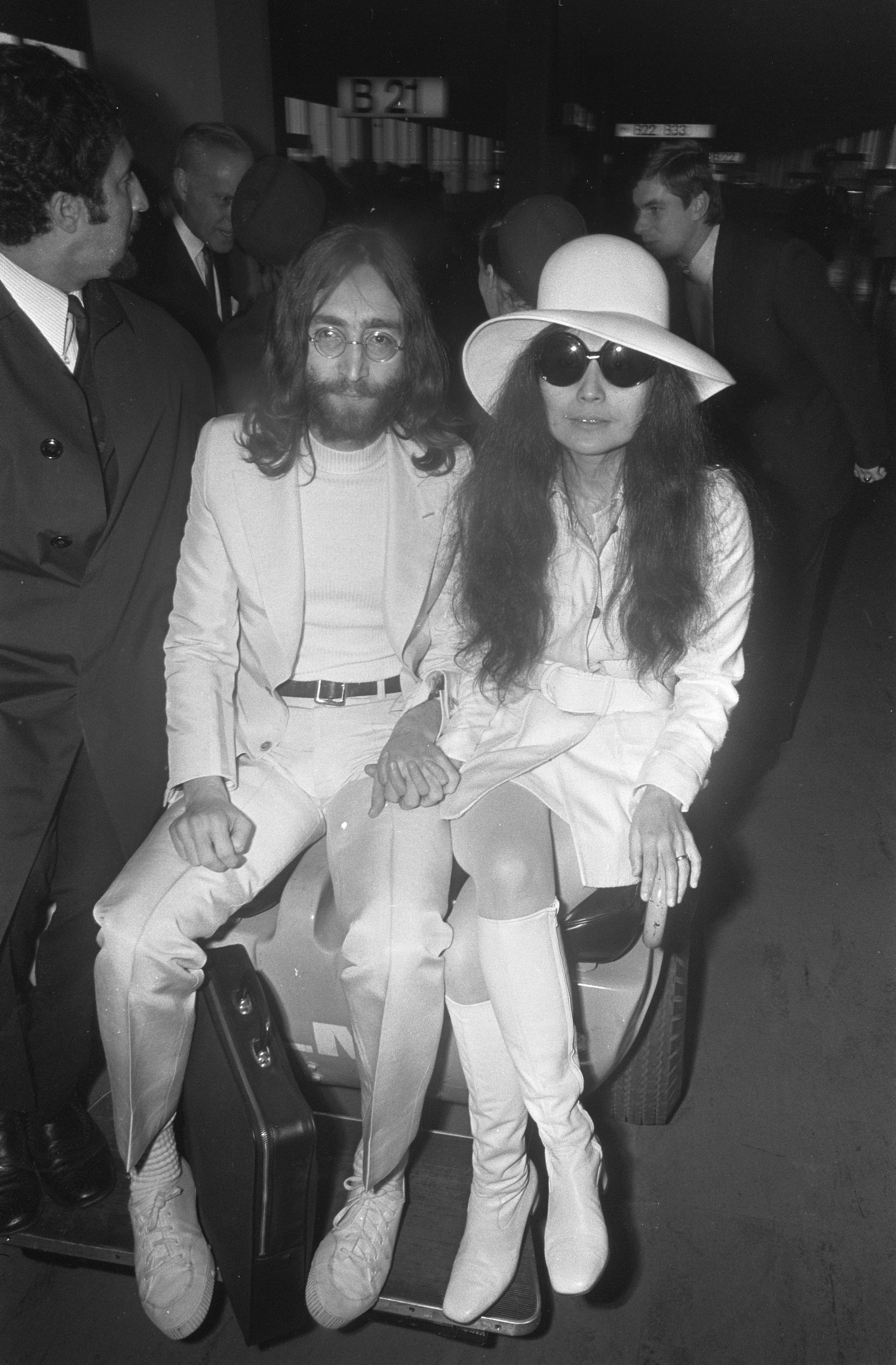
Lennon y Ono en 1969

Lennon y Ono tuvieron un accidente de coche en junio de 1969, a mitad de la grabación de Abbey Road. Según el periodista Barry Miles, una cama con un micrófono se instaló en el estudio por lo que Ono pudo hacer comentarios artísticos sobre el álbum. Miles comenta que la continua presencia de Ono en el estudio durante buena parte de la grabación perjudicó la relación de Lennon con los otros miembros del grupo. George Harrison empezó a gritar con Lennon después de que Ono cogiera una galleta de chocolate sin permiso.
La prensa británica no dudó en bautizarla como «la mujer que rompió a Los Beatles», que fue una interpretación de las palabras de Paul McCartney en 1969 cuando durante los ensayos del grupo para su película y álbum Let It Be dijo: «Va a ser algo increíblemente cómico, cuando, dentro de cincuenta años, digan: Se separaron porque Yoko se sentó en un amplificador». En una entrevista con Dick Cavett, Lennon explícitamente negó la responsabilidad de Ono por haber roto a Los Beatles, y Harrison dijo durante una entrevista con Cavett que los problemas en el grupo habían empezado mucho tiempo antes de que Ono entrase en escena. La propia Ono ha dicho que los Beatles se separaron sin ninguna participación directa de ella, y agregó: «No creo que hubiera podido intentar siquiera separarlos».
Mientras los Beatles estaba juntos, todas las canciones escritas por Lennon o McCartney se acreditaban como Lennon–McCartney independientemente de si la canción fuera conjunta o escrita únicamente por uno de los dos (excepto las que aparecen en su primer álbum Please Please Me, que originalmente atribuyó las canciones a McCartney–Lennon). En 1976, McCartney publicó un directo llamado Wings Over America, que acreditaba cinco de los temas de los Beatles como P.McCartney–J.Lennon (cambiando el orden de los compositores) pero ni Lennon ni Ono se opusieron. Después de la muerte de Lennon, McCartney intentó nuevamente cambiar el orden a McCartney-Lennon para las canciones que fueron escritas única o predominantemente por él, como «Yesterday», pero Ono no lo permitió, diciendo que sentía que esto rompía un acuerdo que los dos habían hecho mientras Lennon aún estaba vivo, aunque McCartney negó que tal acuerdo existiese. Un portavoz de Ono dijo que McCartney estaba haciendo «un intento de reescribir la historia».
En una entrevista de Rolling Stone en 1987, Ono destacó la influencia de McCartney en la desintegración de la banda. En la antología de John Lennon de 1998, Lennon Legend, el crédito del compositor de «Give Peace a Chance» se cambió a «John Lennon» de su crédito de composición original de «Lennon-McCartney». Aunque Lennon escribió la canción durante su época con los Beatles, fue escrita y grabada sin la ayuda de la banda y lanzada como el primer sencillo independiente de Lennon bajo el sobrenombre de «Plastic Ono Band». Posteriormente, Lennon lamentó no haberle dado el crédito de coautor a Ono, quien en realidad le ayudó a escribir la canción. En 2002, McCartney publicó otro álbum en directo, Back in the U.S. Live 2002, donde las 19 canciones de los Beatles incluidas en el álbum estaba acreditadas como «compuestas por Paul McCartney y John Lennon», que volvió a encender el debate sobre el orden de los créditos por parte de Ono. Su portavoz Elliott Mintz indició que este era un «intento de reescribir la historia». Sin embargo, Ono no demandó.
En 1995, después de la publicación de las grabaciones de Lennon para Los Beatles  «Free as a Bird» y «Real Love», con demos proporcionados por Ono, McCartney y su familia colaboraron con ella y Sean para crear la canción Hiroshima Sky Is Always Blue, que conmemora el 50 aniversario del bombardeo atómico de esa ciudad japonesa. Ono comparó públicamente a Lennon con Wolfgang Amadeus Mozart, mientras que McCartney, dijo, se parecía más a su rival menos talentoso Antonio Salieri. Esta declaración enfureció a Linda McCartney, que padecá ya por entonces un cáncer terminal. Cuando Linda murió un año después, McCartney no invitó a Ono a su funeral en Manhattan.
Cuando aceptó el Q Awards de 2005, Ono hizo mención que Lennon y el por qué se sentía inseguro al ver que muchos músicos hacían más versiones de las canciones de McCartney y no tanto las de él mismo. Ella le respondió: «Eres un buen compositor. No escribes June con Spoon. Eres un buen cantante y la mayoría de los músicos probablemente se muestren nerviosos al intentar hacer versiones de tus canciones». Pocos días después, Yoko Ono se disculpó con Paul McCartney por insinuar que sus canciones eran triviales.
En una entrevista en octubre de 2010, Ono habló sobre el «fin de semana perdido» de Lennon y su posterior reconciliación con él. Reconoció que McCartney la había ayudado a salvar su matrimonio con John: «Quiero que el mundo sepa que fue algo muy conmovedor lo que [Paul] hizo por John». Mientras visitaba a Ono en marzo de 1974, McCartney, al salir, preguntó: «¿Qué te haría volver con John?» Posteriormente, McCartney le pasó su respuesta a Lennon mientras lo visitaba en Los Ángeles: «John solía decir que no entendía por qué Paul hizo esto por nosotros, pero lo entendió». En 2012, McCartney reveló que no culpaba a Ono por la ruptura de los Beatles y agradeció a Ono por inspirar gran parte del trabajo de Lennon posterior a los Beatles.

### Relación con Julian Lennon
Ono tuvo una difícil relación con su hijastro Julian, aunque su relación mejoró con los años. Expresó su decepción por su manejo del patrimonio de Lennon y por la diferencia entre su educación y la de Sean afirmando: «Cuando papá dejó la música durante un par de años para estar con Sean, ¿por qué no pudo hacer lo mismo conmigo?» Julian quedó fuera del testamento de su padre y luchó contra Ono en los tribunales durante años, llegando a un acuerdo en 1996 por una cantidad no especificada que, según los medios, «se creía» que rondaba los veinte millones de libras esterlinas, algo que Julian ha negado.
Ha dicho que es «el hijo de su madre», lo que Ono ha citado como la razón por la que nunca pudo acercarse a él: «Julian y yo intentamos ser amigos. Por supuesto, si es demasiado amigable conmigo, creo que eso duele a sus otros familiares. Era muy leal a su madre. Eso fue lo primero que pensé». De todas maneras, coincidieron en la inauguración de la exposición fotográfica de Julian de la portada Morrison Hotel en Nueva York en 2010. Fue la primera aparición pública con Ono, Cynthia y Julian juntos.

## Discografía
[*] = con John Lennon. Los números (n.º) indican posiciones alcanzadas en Estados Unidos:

### Álbumes de estudio
- Unfinished Music No.1: Two Virgins [*] (1968)
- Unfinished Music No.2: Life with the Lions [*] (1969)
- Wedding Album [*] (1969)
- Yoko Ono/Plastic Ono Band (1970) n.º 182
- Fly (1971) n.º 199
- Some Time in New York City [*] (1972) n.º 48
- Approximately Infinite Universe (1973) n.º 193
- Feeling the Space (1973)
- Double Fantasy [*] (1980) n.º 1
- Season of Glass (1981) n.º 49
- It's Alright (I See Rainbows) (1982) n.º 98
- Milk and Honey  [*] (1984) n.º 11
- Starpeace (1985)
- Rising (1995)
- A Story (1997)
- Blueprint for a Sunrise (2001)
- Between My Head and the Sky (2009)
- Yokokimthurston - Yoko Ono / Thurston Moore / Kim Gordon (2012)
- Take Me To The Land Of Hell (2013)
- Warzone (2018)

### EP
- A Blueprint for a Sunrise (2000)
- Don't Stop Me! (2009)
- The Road to Hope (2011)
- The Flaming Lips with Yoko Ono/Plastic Ono Band (2011)

### Banda sonora
- New York Rock (1994)

### Álbumes en vivo
- Live Peace in Toronto 1969 [*] (1969)
- Some Time in New York City [*] (1972)
- Let's Have a Dream: 1974 One Step Festival (2022)

### Álbumes recopilatorios
- The Many Sides of Yoko Ono (1974)
- Onobox (1992)
- Walking on Thin Ice (1992)

### Álbumes de remixes
- Rising Mixes (1996)
- Yes, I'm a Witch (2007)
- Open Your Box (2007)
- Onomix (2012)
- Yes, I'm a Witch Too (2016)

### Álbumes tributo
- Every Man Has a Woman (1984)
- Mrs. Lennon (2010)
- Cut Pieces (2015)
- suONO (2019)
- Ocean child - Songs of Yoko Ono (2022)

### Otros álbumes
- Heart Play: Unfinished Dialogue [*] (1983)

### Sencillos
| Año  | Canción                                                         | U.K. | U.S. Dance | Álbum                                                             |
| ---- | --------------------------------------------------------------- | ---- | ---------- | ----------------------------------------------------------------- |
| 1971 | Mrs. Lennon/Midsummer New York                                  | —    | —          | Fly                                                               |
| 1971 | Don't Worry Kyoko (Mummy's Only Looking for a Hand in the Snow) | —    | —          | Fly                                                               |
| 1972 | Now or Never/Move On Fast                                       | —    | —          | Approximately Infinite Universe                                   |
| 1972 | Mind Train/Listen, the Snow is Falling                          | —    | —          | —                                                                 |
| 1973 | Death of Samantha/Yang Yang                                     | —    | —          | Approximately Infinite Universe                                   |
| 1973 | Josejoi Banzai (solo en Japón)                                  | —    | —          | —                                                                 |
| 1973 | Woman Power/Men, Men, Men                                       | —    | —          | Feeling the Space                                                 |
| 1973 | Run, Run, Run/Men, Men, Men                                     | —    | —          | Feeling the Space                                                 |
| 1981 | Walking on Thin Ice/It Happened                                 | 35   | 13         | Season of Glass (reedición 1997), Double Fantasy (reedición 2000) |
| 1981 | No, No, No/Will You Touch Me                                    | —    | —          | Season of Glass                                                   |
| 1982 | My Man/Let the Tears Dry                                        | —    | —          | It's Alright (I See Rainbows)                                     |
| 1982 | Never Say Goodbye/Loneliness                                    | —    | —          | It's Alright (I See Rainbows)                                     |
| 1985 | Hell in Paradise/Hell in Paradise (instrumental)                | —    | 12         | Starpeace                                                         |
| 1985 | Cape Clear/Walking on Thin Ice (promo)                          | —    | —          | Starpeace                                                         |
| 1986 | I Love All of Me                                                | —    | —          | Starpeace                                                         |
| 1995 | Ask the Dragon                                                  | —    | —          | Rising                                                            |
| 1996 | New York Woman                                                  | —    | —          | Rising                                                            |
| 2001 | It's Time for Action                                            | —    | —          | Blueprint for a Sunrise                                           |
| 2001 | Open Your Box (remezclas)                                       | —    | 25         | Remezclas compiladas en Open Your Box (2007)                      |
| 2002 | Kiss Kiss Kiss (remezclas)                                      | —    | 20         | Remezclas compiladas en Open Your Box (2007)                      |
| 2002 | Yang Yang (remezlas)                                            | —    | 17         | Remezclas compiladas en Open Your Box (2007)                      |
| 2003 | Walking on Thin Ice (remezclas)                                 | 35   | 1          | Remezclas compiladas en Open Your Box (2007)                      |
| 2003 | Will I (remixes)/Fly (remezclas)                                | —    | 19         | Remezclas compiladas en Open Your Box (2007)                      |
| 2004 | Hell in Paradise (remezclas)                                    | —    | 4          | Remezclas compiladas en Open Your Box (2007)                      |
| 2004 | Everyman… Everywoman… (remezclas)                               | —    | 1          | Remezclas compiladas en Open Your Box (2007)                      |
| 2007 | You're the One (remezclas)                                      | —    | 2          | Remezclas compiladas en Open Your Box (2007)                      |
| 2007 | No, No, No (remezclas)                                          | —    | 1          | Remezclas compiladas en Open Your Box (2007)                      |
| 2008 | Give Peace a Chance (remezclas)                                 | —    | 1          | Remezclas compiladas en Open Your Box (2007)                      |
| 2009 | I'm Not Getting Enough (remezclas)                              | —    | 1          | Remezclas compiladas en Open Your Box (2007)                      |
| 2010 | Give Me Something (remezclas)                                   | —    | 1          | Remezclas compiladas en Open Your Box (2007)                      |
| 2010 | Wouldnit (I'm a Star)                                           | —    | 1          | —                                                                 |
| 2011 | Move on Fast                                                    | —    | —          | —                                                                 |
| 2011 | Talking to the Universe                                         | —    | —          | —                                                                 |

Caras B en sencillos de John Lennon
- «Remember Love» (en «Give Peace a Chance») (1969).
- «Don't Worry, Kyoko» (en «Cold Turkey») (1969).
- «Who Has Seen the Wind?» (en «Instant Karma!») (1970).
- «Why» (en «Mother») (1970).
- «Open Your Box» (en «Power to the People») GBR (1971).
- «Touch Me» (en «Power to the People») USA (1971).
- «Listen, the Snow is Falling» (en «Happy Xmas (War is Over)») (1971).
- «Kiss Kiss Kiss» (en «(Just Like) Starting Over») (1980).
- «Beautiful Boys» (en «Woman») (1981).
- «Yes, I'm Your Angel» (en «Watching the Wheels») (1981).
- «O'Sanity» (en «Nobody Told Me») (1984).
- «Sleepless Night» (en «I'm Stepping Out») (1984).
- «Your Hands (あなたの手）» (en «Borrowed Time») (1984).

## Filmografía
- Eye blink (1966, 5 min).
- Bottoms (1966, 5½ min).
- Match (1966, 5 min).
- Cut Piece (1965, 9 min).
- Wrapping Piece (1967, aprox. 20 min., música por Delia Derbyshire).
- Film No. 4 (Bottoms) (1966/1967, 80 min).
- Bottoms, anuncio/comercial (1966/1967, approx. 2 min).
- Two Virgins (1968, aprox. 20 min).
- Film No. Five (Smile) (1968, 51 min).
- The Rolling Stones Rock and Roll Circus (1968, editada en 1996).
- Rape (1969, 77 min).
- Bed-In, (1969, 74 min).
- Let It Be, (1970, 81 min).
- Apotheosis (1970, 18½ min).
- Freedom (1970, 1 min).
- Fly (1970 (25 min).
- Making of Fly (1970, aprox. 30 min).
- Erection (1971, 20 min).
- Imagine (1971, 70 min).
- Sisters O Sisters (1971, 4 min).
- Luck of the Irish (1971, aprox. 4 min).
- Flipside (TV show) (1972, aprox. 25 min).
- Blueprint for the Sunrise (2000, 28 min).
- Isla de perros (2018, voz).